# Lanai
Lanai (oficialment en hawaià Lānaʻi) és una de les illes Hawaii. Administrativament depèn del Comtat de Maui.
L'illa és quasi circular amb una superfície total de 364 km². Lanai està separada de Molokai pel canal Kalohi al nord, i de Maui pel canal Auʻau a l'est. L'única ciutat és Lānaʻi City, situada al centre de l'illa. La població total era de 3.193 habitants al cens del 2000.
Lanai va ser descoberta pel capità Clerke del HMS Resolution, el 25 de febrer del 1779, quan partia de les illes pocs dies després de la mort de James Cook.
El 1922, James Dole, el president de la Dole Food Company, va comprar tota l'illa de Lanai i la va convertir en la plantació de pinyes més gran del món. Va arribar a produir el 75% del mercat de pinyes, amb especial èxit de les pinyes en conserva. Per això Lanai té el sobrenom de Pineapple Island. A la dècada de 1980 es va començar a diversificar l'economia cap al turisme.